# Lendorf
Lendorf osztrák község Karintia Spittal an der Drau-i járásában. 2016 januárjában 1732 lakosa volt. 

## Elhelyezkedése

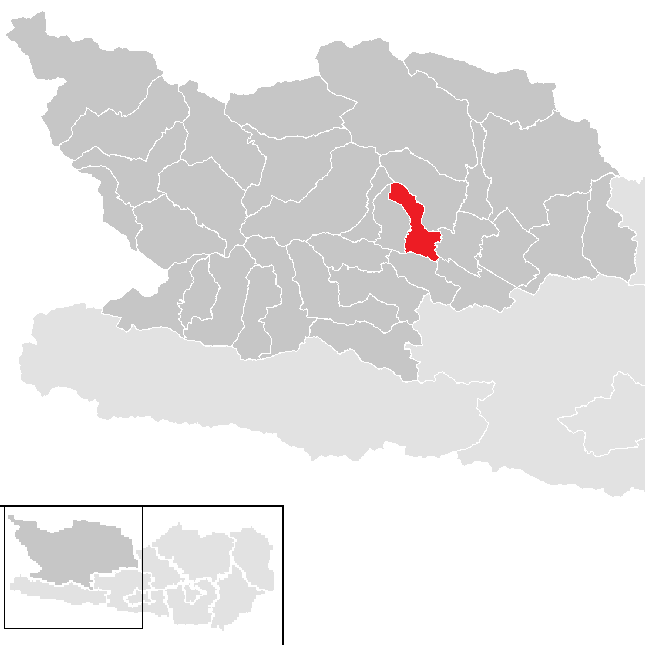
Lendorf a Spittali járásban

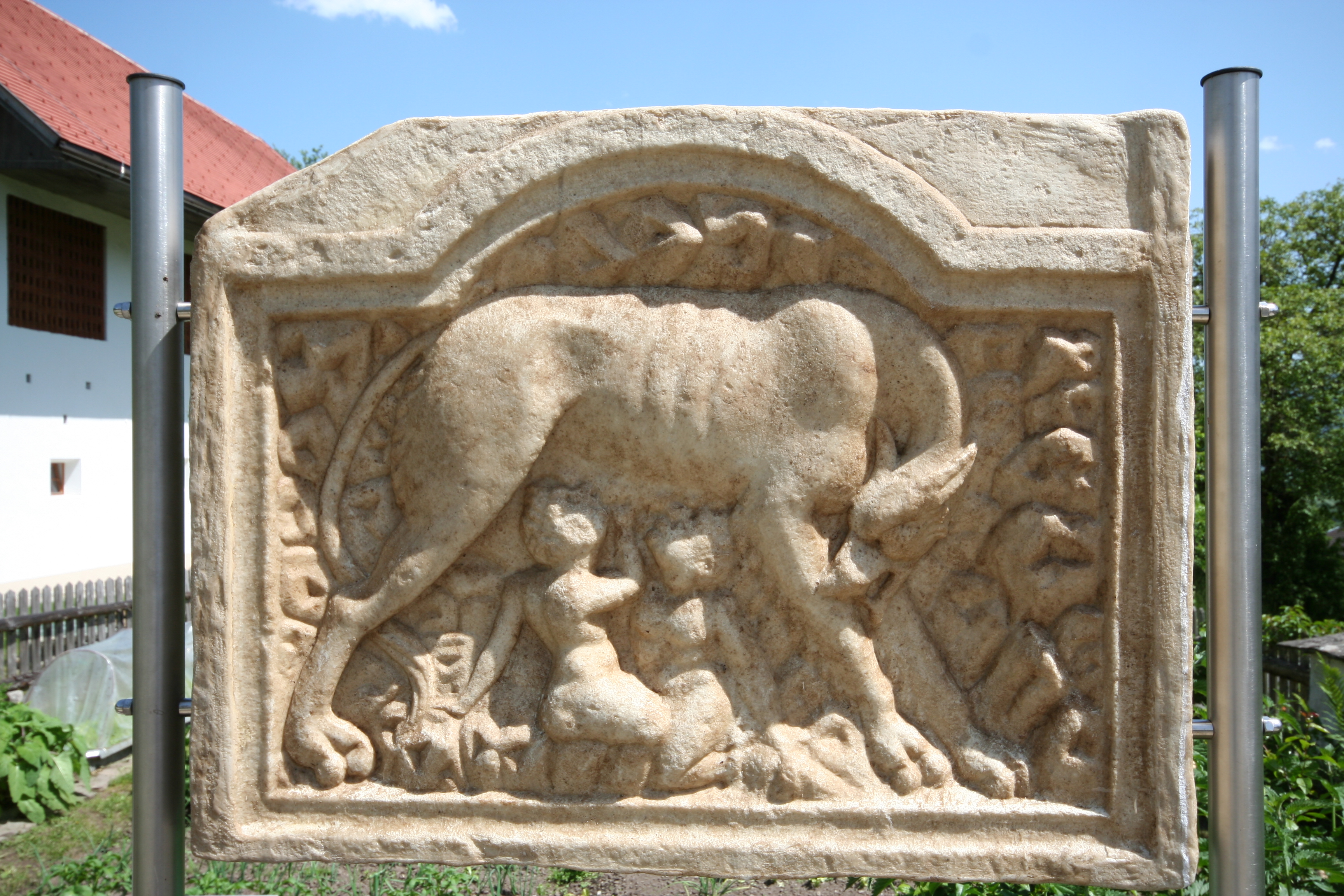
Római dombormű

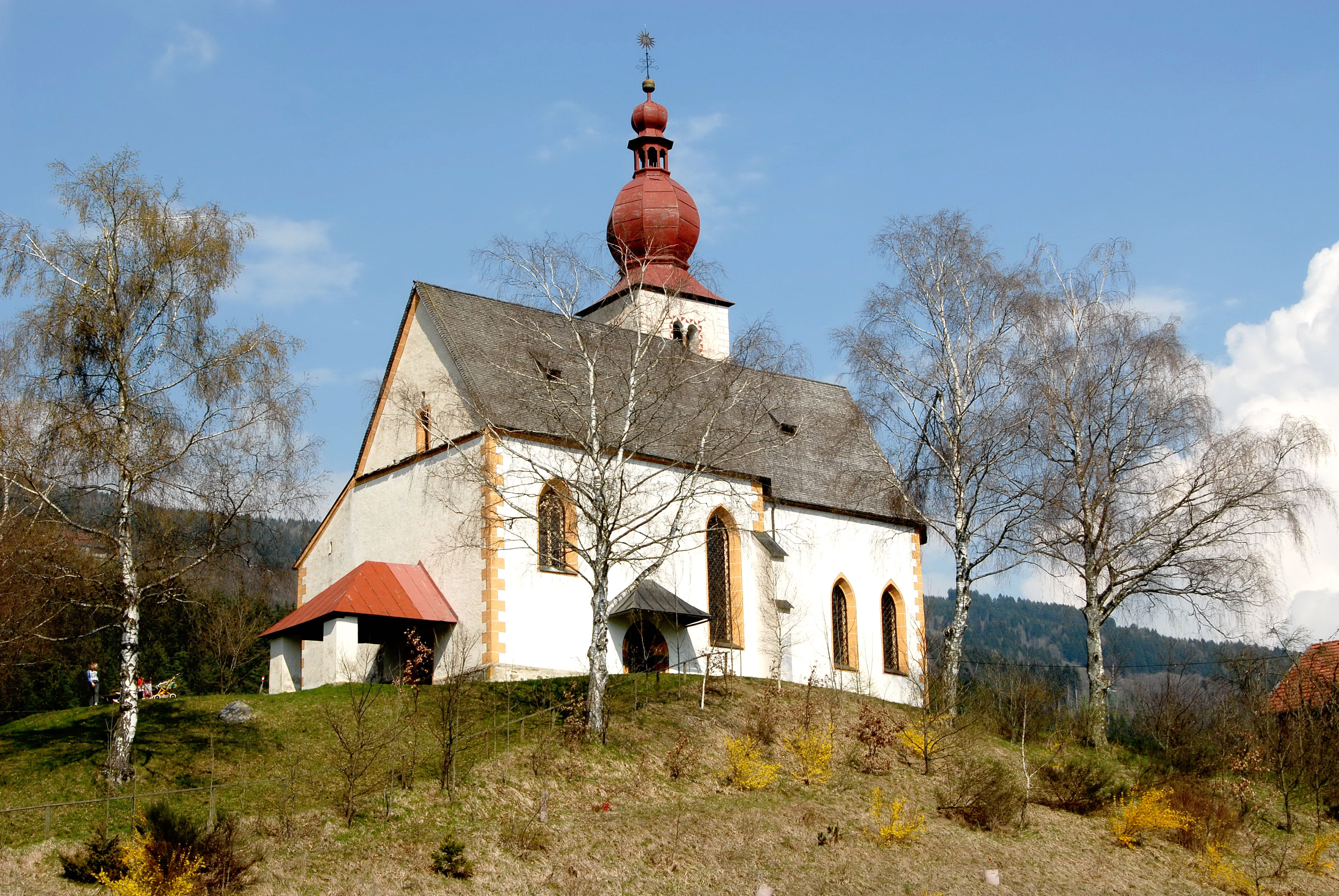
Feicht temploma

Lendorf Karintia északnyugati részén fekszik a Lurnfeld medencéjében; északon a Magas-Tauern hegység, délen a Dráva völgye határolja. Az önkormányzat 9 falut és településrészt fog össze: Feicht (101 lakos), Feichtendorf (53), Freßnitz (23), Hühnersberg (425), Lendorf (915), Litzlhof (0), Rojach (102), Sankt Peter in Holz (102), Windschnurn (26).

A környező települések: északkeletre Trebesing, keletre Seeboden am Millstätter See, délkeletre Spittal an der Drau, délre Baldramsdorf, nyugatra Lurnfeld.

## Története
Sankt Peter in Holz területe már a bronzkorban is lakott volt. I.e. 50 körül itt létesült Teurnia városa, amely az 5. századtól kezdve püspöki székhely és Noricum provincia központja volt, egészen 600 körüli pusztulásáig, amikor a provinciát elözönlötték  a szlávok. A régészeti ásatások számos római kori leletre és házra bukkantak, a jelentősebbeket az 1913-ban megnyílt múzeumban lehet megtekinteni. Holz temploma a középkorban épült és sokáig a Karintiában és Bajorországban népszerű Szt. Nonosius volt a védőszentje. 
A lendorfi önkormányzat 1850-ben jött létre, de 1864-ben Spittalhoz csatolták. 1887-ben ismét önállóvá vált. 

## Lakosság
A lendorfi önkormányzat területén 2016 januárjában 1732 fő élt, ami nem jelent változást a 2001-es 1776 lakoshoz képest. Akkor a helybeliek 96,1%-a volt osztrák, 1,5% pedig török állampolgár. 88%-uk katolikusnak, 7,3% evangélikusnak, 1,9% muszlimnak, 4,5% pedig felekezeten kívülinek vallotta magát.

## Látnivalók
- a Teurnia-múzeum Sankt Peter in Holz-ban
- a holzi Szt. Péter-templom
- az eredetileg a 16. században épült Litzlhof kastélyában ma mezőgazdasági főiskola működik
- a feichti Szűz Mária-templom

## Fordítás
- Ez a szócikk részben vagy egészben  a   Lendorf (Drautal) című német Wikipédia-szócikk ezen változatának fordításán alapul.  Az eredeti cikk szerkesztőit annak laptörténete sorolja fel. Ez a jelzés csupán a megfogalmazás eredetét és a szerzői jogokat jelzi, nem szolgál a cikkben szereplő információk forrásmegjelöléseként.